# Sicherheitsfrage
Eine Sicherheitsfrage ist eine Authentifizierungsmethode, die häufig als zusätzlicher Sicherheits-Layer sowie zur Wiederherstellung von vergessenen Passwörtern eingesetzt wird. Es handelt sich um ein gemeinsames Geheimnis.
Eine typische Sicherheitsfrage ist zum Beispiel: „Wie lautet der Mädchenname Ihrer Mutter?“
Es wird bemängelt, dass die in Sicherheitsfragen abgefragten Fakten meist öffentlich zugänglich sind und daher von Hackern leichter herausgefunden werden können als Passwörter. Manche Benutzer sind sich dessen bewusst und erfinden absichtlich falsche Antworten, die sie dann aber oft vergessen und somit das Konzept der Sicherheitsfrage ad absurdum führen.